# Waag (Amsterdam)
.
Waag i Amsterdam, Holland er den mest berømte waag (vejestation) i verden.
Bygningen er bygget i 1488 som en del af en port (Sint Anthoniespoort) i den nu nedrevne bymur. Da bymuren forsvandt blev Nieuwmarkt (nyt marked) skabt omkring det og vejestationen til markedet blev placeret i den tidligere port.
I dag huser bygningen Waagselskabet, en ICT forskningsfond og en café/restaurant i stueetagen.

## Eksterne links
- Waagselskabet Society